# CONCACAF U-17-Meisterschaft der Frauen
Die CONCACAF U-17-Meisterschaft der Frauen (engl. CONCACAF Under-17 Women’s Championship) ist ein Fußballwettbewerb zwischen den besten Mannschaften Nord- und Mittelamerikas sowie der Karibik für Fußballspielerinnen unter 17 Jahren. Das Turnier findet alle zwei Jahre statt und wird auch zur Qualifikation für die U-17-Fußball-Weltmeisterschaft der Frauen genutzt. Aktuell qualifizieren sich jeweils die zwei oder drei (wenn die WM nicht in der CONCACAF-Zone stattfindet) erstplatzierten Mannschaften für die U-17-WM.

## Die Turniere im Überblick
| Jahr         | Gastgeber               | Finale                         | Finale                         | Finale                         | Spiel um Platz drei            | Spiel um Platz drei            | Spiel um Platz drei            |
| Jahr         | Gastgeber               | Sieger                         | Ergebnis                       | Zweiter Platz                  | Dritter Platz                  | Ergebnis                       | Vierter Platz                  |
| ------------ | ----------------------- | ------------------------------ | ------------------------------ | ------------------------------ | ------------------------------ | ------------------------------ | ------------------------------ |
| 2008 Details | Trinidad und Tobago     | USA                            | 4:1                            | Costa Rica                     | Kanada                         | 1:0                            | Mexiko                         |
| 2010 Details | Costa Rica              | Kanada                         | 1:0                            | Mexiko                         | USA                            | 6:0                            | Costa Rica                     |
| 2012 Details | Guatemala               | USA                            | 1:0                            | Kanada                         | Mexiko                         | 6:0                            | Panama                         |
| 2013 Details | Jamaika                 | Mexiko                         | 0:0 4:2 i. E.                  | Kanada                         | USA                            | 8:0                            | Jamaika                        |
| 2016 Details | Grenada                 | USA                            | 2:1                            | Mexiko                         | Kanada                         | 4:2                            | Haiti                          |
| 2018 Details | Nicaragua USA           | USA                            | 3:2                            | Mexiko                         | Kanada                         | 2:1                            | Haiti                          |
| 2020 Details | Mexiko                  | abgesagt wg. COVID-19-Pandemie | abgesagt wg. COVID-19-Pandemie | abgesagt wg. COVID-19-Pandemie | abgesagt wg. COVID-19-Pandemie | abgesagt wg. COVID-19-Pandemie | abgesagt wg. COVID-19-Pandemie |
| 2022 Details | Dominikanische Republik | USA                            | 2:1                            | Mexiko                         | Kanada                         | 3:0                            | Puerto Rico                    |
| 2024 Details | Mexiko                  | USA                            | 4:0                            | Mexiko                         | Kanada                         | 4:1                            | Haiti                          |

### Rangliste der Sieger
| Rang | Land   | Titel | Jahr(e)                            |
| ---- | ------ | ----- | ---------------------------------- |
| 1    | USA    | 6     | 2008, 2012, 2016, 2018, 2022, 2024 |
| 2    | Kanada | 1     | 2010                               |
|      | Mexiko | 1     | 2013                               |